# Трокмортон (округ, Техас)
Шаблон:StateAbbr_ 33°11′ пн. ш. 99°13′ зх. д. / 33.18° пн. ш. 99.21° зх. д.
Округ  Трокмортон (англ. Throckmorton County) — округ (графство) у штаті  Техас, США. Ідентифікатор округу 48447.

## Історія
Округ утворений 1858 року.

## Демографія
За даними перепису 2000 року загальне населення округу становило 1850 осіб, усе сільське. Серед мешканців округу чоловіків було 912, а жінок — 938. В окрузі було 765 домогосподарств, 535 родин, які мешкали в 1066 будинках. Середній розмір родини становив 2,92.
Віковий розподіл населення поданий у таблиці:
| Стать    | До 15 років | 15-21 | 22-29 | 30-39 | 40-49 | 50-65 | 65-85 | Понад 85 |
| -------- | ----------- | ----- | ----- | ----- | ----- | ----- | ----- | -------- |
| Чоловіки | 201         | 84    | 63    | 119   | 110   | 175   | 139   | 21       |
| Жінки    | 175         | 72    | 51    | 113   | 121   | 186   | 180   | 40       |

## Суміжні округи
- Бейлор — північ
- Арчер — північний схід
- Янг — схід
- Стівенс — південний схід
- Шекелфорд — південь
- Гаскелл — захід
- Нокс — північний захід

## Виноски
1. ↑  https://publications.newberry.org/ahcbp/documents/TX_Individual_County_Chronologies.htm
2. ↑  U.S. Decennial Census. United States Census Bureau. Процитовано 11 травня 2015.
3. ↑  Texas Almanac: Population History of Counties from 1850–2010 (PDF). Texas Almanac. Процитовано 11 травня 2015.
4. ↑  State & County QuickFacts. United States Census Bureau. Архів оригіналу за 28 липня 2011. Процитовано 26 грудня 2013. [Архівовано 2011-07-28 у Wayback Machine.](англ.) Наведено за англійською вікіпедією.
5. ↑  American FactFinder. Бюро перепису населення США. Архів оригіналу за 26 лютого 2012. Процитовано 31 січня 2008. [Архівовано 2008-05-21 у Wayback Machine.]

| США | Це незавершена стаття з географії США. Ви можете допомогти проєкту, виправивши або дописавши її. |